# Ryan Oosthuizen
Ryan Oosthuizen (22 de maio de 1995) é um jogador de rugby sul-africano, que joga na posição de back.

## Carreira
Sua posição regular é atacante em 7s e centro em rúgbi de 15 homens. Ele fez sua estreia pela equipe de Sevens da África do Sul no Hong Kong Sevens de 2017 e também foi membro da equipe de Sevens da África do Sul que venceu a World Rugby Sevens Series de 2016–17. Ele também é um vencedor da medalha de bronze na Copa do Mundo de 7s de 2018 em São Francisco.
Oosthuizen foi um dos doze convocados de sua seleção nacional para os Jogos Olímpicos de Verão de 2024.